# آندرس د سگورولا
آندرِس د سِگورولا (اسپانیایی: Andrés de Segurola‎؛ ۲۷ مارس ۱۸۷۴ – ۲۳ ژانویهٔ ۱۹۵۳) یک خواننده باس اپرا اهل اسپانیا بود.
وی مابین سال‌های ۱۹۰۱ تا ۱۹۲۰ میلادی، در گروه هنرمندانِ تالار اپرای متروپولیتن نیویورک عضویت داشت و در تعدادی فیلم سینمایی نیز ظاهر شد.
او پس از بازنشستگی به امرِ آموزش آواز و خوانندگی مشغول شد و شاگردان زیادی را تربیت کرد که از جمله می‌توان به «دیانا دربین» اشاره نمود.